# Dimetylortęć
Dimetylortęć – związek chemiczny, kompleks alkilowy rtęci. Jest bardzo niebezpieczną trucizną. Jej cząsteczka ma strukturę liniową.
Dimetylortęć ma dużą gęstość i w warunkach standardowych jest cieczą, dlatego stężenie atomów rtęci w czystej substancji (13 M) jest znacznie większe, niż stężenia uzyskiwane w roztworach wszelkich innych związków rtęci. Jest to szczególnie istotne w rtęciowym NMR (199
Hg NMR i 201
Hg NMR), gdyż jądra atomów rtęci są mało czułe. Dimetylortęć uważana jest za najlepszy związek odniesienia w tej technice.
W laboratoriach związek ten otrzymuje się przez reakcję chlorku rtęci(II) (HgCl
2) z dimetylomagnezem (Mg(CH
3)
2). Związek ten powstaje też samorzutnie przez powolną reakcję siarczku rtęci(II) (HgS). Powstaje także in vivo (w organizmach żywych) w przypadku zatrucia rtęcią.

## Działanie toksyczne
Związek ten przenika przez typowe zabezpieczenia stosowane w laboratoriach (rękawice gumowe, fartuchy) i jest wchłaniany przez skórę do układu krwionośnego. Nie jest znana dokładna dawka LD50 dla tego związku. Wiadomo jednak, że dawka rzędu 0,05 ml wchłonięta przez skórę jest śmiertelna dla ludzi.
Dane te pochodzą z opisu przypadku śmierci jednej z ofiar tego związku Karen Wetterhahn, profesor toksykologii z Dartmouth College w stanie New Hampshire, w USA. Karen Wetterhahn jako doświadczony toksykolog miała świadomość, że pracuje z trucizną, ale nie wiedziano jeszcze wtedy, że związek ten potrafi przeniknąć przez typowe rękawice laboratoryjne. Jak wynika z jej zeszytu laboratoryjnego 14 sierpnia 1996 wykonywała ona eksperymenty z dimetylortęcią, w trakcie których pękła fiolka z tym związkiem o pojemności 0,5 ml. Jako doświadczony toksykolog pracowała z tym związkiem pod wyciągiem, w odpowiednim stroju i rękawicach gumowych. Po wykonaniu eksperymentu zdjęła ona prawidłowo rękawice i umieściła je w specjalnym koszu na toksyczne odpady. Na początku stycznia 1997 pojawiły się u niej pierwsze symptomy zatrucia dimetylortęcią. 28 stycznia 1997 r. zbadano stężenie dimetylortęci w jej krwi i stwierdzono, że przekracza 4 mg/l – co 80-krotnie przekracza graniczne stężenie śmiertelne tego związku i było już w tym momencie wiadomo, że nic nie jest w stanie uratować już jej życia. Zmarła 8 lipca 1997, w wieku 48 lat.
Toksyczne działanie dimetylortęci wynika z jego działania na układ nerwowy człowieka. Związek tworzy kompleks z cysteiną, który bez trudu pokonuje barierę krew-mózg i silnie wpływa na jego funkcjonowanie, przez zaburzanie procesów przekazywania sygnałów przez synapsy. Związek ten powoduje ataksję (utratę koordynacji ruchów), efekty halucynacyjne oraz utratę pamięci. Proces tworzenia kompleksu z cysteiną jest bardzo powolny i jednocześnie związek ten nie wchodzi w żadne inne reakcje w organizmie człowieka, nie jest więc z niego wydalany. Stąd efekt zatrucia jest bardzo odsunięty w czasie od momentu wniknięcia trucizny do organizmu i zaczyna się powoli ujawniać dopiero w kilka miesięcy po wchłonięciu dawki śmiertelnej. Nie jest znane żadne antidotum na tę truciznę.